# Pentanychus clavatus
Pentanychus clavatus is een hooiwagen uit de familie Pentanychidae.